# 陈亚夫
陈亚夫（1914年—1990年），男，直隶（今河北）满城人，中华人民共和国军事人物，中国人民解放军少将，曾任中国人民解放军总参谋部三部副政治委员兼工程技术学院政治委员。